# E parlo ancora di te
E parlo ancora di te è una raccolta di Mia Martini realizzata dalla Warner nel 2004.

## Il disco
Il titolo prende spunto dall'omonima canzone estratta dall'album Danza, inciso per la medesima etichetta nel 1978, e di cui non sono poche, infatti, le tracce riprese in quest'occasione.
Il cd contiene due registrazioni inedite (sempre del 1978): la bellissima L'ultimo ballo e la più ironica Bene, interpretata dalla cantante nella trasmissione televisiva "Stryx", ma mai pubblicata.
C'è anche un'altra rarità, Tu no, che Mia incise per il film Porca società, ancora del '78.

## Tracce
1. E parlo ancora di te
2. L'ultimo ballo (inedito)
3. La luce sull'insegna della sera
4. Almeno tu nell'universo
5. La nevicata del '56
6. Gli uomini non cambiano
7. Tu no
8. Stiamo come stiamo (duetto con Loredana Bertè)
9. Padre davvero
10. Piccolo uomo
11. Donna sola
12. Vola
13. La costruzione di un amore
14. Quante volte
15. Ti regalo un sorriso
16. Bene (inedito)